# 奇想天外ぽんぽこぽん!!
「奇想天外ぽんぽこぽん!!」（きそうてんがいぽんぽこぽん!!）は、ジュキぱっぱの楽曲。メジャー1作目のデジタル配信限定シングルとしてポニーキャニオンより2022年11月16日に各音楽配信サービスにてリリースされた。

## 概要
YouTuberジュキヤのサブチャンネル「ジュキぱっぱ」に出演しているYouTuber達6名による同名ユニットのメジャーデビューシングル。
本作のプロデュースはNon Stop Rabbitの田口達也が手掛けている。
デモ制作までの仮タイトルは、メンバーである中町JP（中町兄妹）がTwitterのダイレクトメールで誹謗中傷を受けたという実話を基にした「2000件の死ね」だったが、メジャーレーベルからリリースする際のプロモーションなどに影響を及ぼすことを懸念し、現在のタイトルになった。
本作のリリース前日に行われた「メジャーデビュー直前生配信」にて、本作のミュージックビデオのワンコーラスが初解禁された。

## 音楽性
制作開始時の仮タイトルに反して、楽曲はジュキヤの要望で、K-POP要素を込めたアイドル系の明るいポップソングとなっており、歌詞の原型をジュキヤが制作し、田口達也がメロディに合わせて改変していく制作スタイルとなった。

## 収録内容
| #         | タイトル                   | 作詞               | 作曲      | 編曲           | 時間 |
| --------- | -------------------------- | ------------------ | --------- | -------------- | ---- |
| 1.        | 「奇想天外ぽんぽこぽん!!」 | ジュキヤ、田口達也 | 田口達也  | 鈴木Daichi秀行 | 3:05 |
| 合計時間: | 合計時間:                  | 合計時間:          | 合計時間: | 合計時間:      | 3:05 |

## クレジット
- ジュキぱっぱ
  - ジュキヤ（Vo.・作詞）
  - 中町JP（Vo.・シャウト）
  - こなん（Vo.）
  - わきを（Vo.）
  - MARIMO。（Vo.・ラップ）
  - ゆうや（Vo.）
- スタッフ
  - 田口達也（作詞・作曲・プロデュース）
  - 鈴木Daichi秀行（編曲・レコーディング）